# Robert Gruberbauer
Robert Gruberbauer (* 29. November 1988 in St. Pölten) ist ein österreichischer Fußballspieler auf der Position eines Stürmers, der zeitweilig als Profi beim SKN St. Pölten in der Ersten Liga spielte und aktuell beim SCU Kilb in der 1. Landesliga unter Vertrag steht.

## Karriere
Der gebürtige St. Pöltner Gruberbauer begann 1994 seine Karriere beim unterklassigen Verein SV Weinburg. Dort spielte er für neun Jahre, dann wechselte er weiter zur Akademie des SKN St. Pölten. Dort konnte er sich über die SKN Juniors bis in die Kampfmannschaft hochspielen, wo er 2007 auch zum Stammspieler wurde. In der Saison 2007/08 konnte er mit dem SKN St. Pölten aus der Regionalliga Ost in die Erste Liga aufsteigen. Den Erfolgslauf bei SKN stoppte jedoch ein Kreuzbandriss im Februar 2013. Als nach 252 Tagen die Verletzung wieder geheilt war, konnte Gruberbauer nicht mehr an seine Erfolge anknüpfen. Als Gruberbauer nach seiner Genesung nicht mehr berücksichtigt wurde, verabschiedete er sich nach sieben Jahren mit 161 gespielten Spielen vom SKN und wechselte zurück in die Regionalliga Ost nach Wien zur First Vienna. Doch nach einer mäßigen Saison mit mageren drei Toren in 27 Spielen ging Gruberbauer noch eine Stufe tiefer in die Landesliga Niederösterreich zum SV Langenrohr. Dort konnte Gruberbauer in der ersten Saison wieder aufblühen. Beim 14:1-Sieg von Langenrohr gegen ATSV Ober-Grafendorf schoss er allein fünf Tore. Am Ende der Saison stachen 21 Tore bei 28 gespielten Spielen heraus. Die Saison 2016/17 jedoch verlief schleppend, bis zur Winterpause erzielte er nur ein Tor in 15 gespielten Spielen. Die restliche Saison stand er, mit Ausnahme eines Matches, immer am Feld und konnte noch drei weitere Tore erzielen. Doch dies ist für Langenrohr zu wenig und so wechselte er weiter in die 2. Landesliga West zum SCU Kilb, mit dem er in dieser 2018 den Meistertitel holen konnte.

## Erfolge
- Meister Regionalliga Ost: 2008
- 2. Landesliga West: 2018